# 劉義慶
刘义庆（403年—444年2月26日），字季伯，彭城郡綏輿里（今江蘇省徐州市）人，劉宋宗室，武帝劉裕之侄，為著名文學家、政治家。本長沙王劉道鄰之子，過繼給劉裕另一弟弟劉道規，世襲臨川王。曾集士人門客作《世說新語》《幽明錄》等書，文筆簡潔，為世人所推崇。

## 生平
東晉義熙八年（412年），劉義慶的叔父劉道規去世。朝廷論平定桓謙之功，追封其南郡公，食邑五千戶。因劉道規無子，劉義慶過繼為後。義熙十一年（415年），劉義慶服闋，襲封南郡公。義熙十二年（416年），劉義慶跟從伯父劉裕北伐後秦。義熙十四年（418年），劉義慶又跟從伯父自長安返回彭城，獲授輔國將軍、北青州刺史，未就任即轉為督豫州諸軍事、豫州刺史，不久又轉督淮北諸軍事，豫州刺史、將軍如故，出鎮壽陽（今安徽省壽縣）。
南朝宋永初元年（420年），宋武帝劉裕代晉，追封弟弟劉道規為臨川王，劉義慶遂又襲封臨川王，並被徵還入朝擔任侍中。元嘉元年（424年），宋文帝即位，劉義慶轉任散騎常侍、祕書監；不久又轉為度支尚書，散騎常侍如故；不久又轉為丹楊尹，加輔國將軍，散騎常侍如故。從該年開始，直到出鎮地方重鎮，劉義慶擔任京尹長達九年。元嘉六年四月癸亥（429年5月20日），劉義慶又獲加尚書左僕射。元嘉八年（431年），因太白星星變，擔心災禍降臨的劉義慶請求皇帝派自己出鎮地方，不獲許後又請求解去其尚書左僕射之職，解職後又獲加中書令，進號前將軍，散騎常侍、丹楊尹如故。
元嘉九年六月壬寅（432年8月11日），連續擔任丹楊尹長達九年的劉義慶獲得外任，轉為使持節、都督荊雍益寧梁南北秦七州諸軍事、平西將軍、荊州刺史，出鎮位於長江中游的重鎮江陵（今湖北省荊州市）。自劉裕北伐南歸以來，除權臣謝晦外，作為地方第一重鎮的荊州歷來皆由劉裕之子鎮守，身為一般宗室的劉義慶因才能出眾得以獲授這一要職。劉義慶在荊州任職長達八年，清正有績。
元嘉十六年四月丁巳（439年5月22日），劉義慶轉任都督江州豫州之西陽晉熙新蔡三郡諸軍事、衛將軍、江州刺史，加散騎常侍，持節如故，移鎮中流重鎮尋陽（今江西省九江市）。元嘉十七年十月戊寅（440年12月3日），劉義慶又轉任都督南兗徐兗青冀幽六州諸軍事、南兗州刺史，軍號等如故，移鎮江北重鎮廣陵（今江蘇省揚州市）。元嘉十八年五月壬午（441年6月5日），劉義慶的軍號衛將軍獲加開府儀同三司。後因疾病纏身，向皇帝請求解除自己的重鎮要職，獲許後以本號衛將軍的身份返回京城。元嘉二十一年正月戊午（444年2月26日），劉義慶在京城去世，享年四十二歲，獲追贈侍中、司空，諡康王。

## 文學成就
義慶為人恬淡寡欲，愛好文史，不少文人雅士集其門下，當時名士如：袁淑、陸展、何長瑜、鮑照等人都曾受到他的禮遇。匯集門客，著有《徐州先賢傳》，編有《幽明錄》、《宣驗記》等，但皆多散佚，存《世說新語》一書，大傳於世。梁代劉孝標為《世說新語》作注，引書四百多種，與《世說新語》並行。
《世說新語》記述東漢末年至東晉時期士大夫的生活和思想，反映了當時的社會風貌。依內容分為德行、言語、政事、文學……等三十六門，始於德行，終於仇隙。每門皆收名人遺聞軼事，全書共一千多則故事。每則故事文字多寡不同，大抵以簡短雋永為主，長篇數行而盡，短言僅有三二十字，但均甚有可觀之處，皆可吟詠。

## 家庭

### 子
- 臨川哀王劉燁
  - 臨川王劉綽，官至步兵校尉。升明三年（479年）反，伏誅，國除[11]。
  - 劉綰，早卒。
- 劉衍，太子舍人。
- 刘镜，宣城太守。
- 劉穎，前將軍。
- 劉倩，南新蔡太守。

### 女
- 劉氏，嫁王僧達[12]

## 外部連結
[在维基数据编辑]
 在维基文库阅读此作者作品（ 在维基共享资源阅览影像）
 《南史·卷13》，出自李延壽《南史》
| 中国爵位                | 中国爵位                    | 中国爵位          |
| ----------------------- | --------------------------- | ----------------- |
| 前任： 繼父烈武王劉道規 | 南朝宋臨川郡王 420年－444年 | 繼任： 子哀王劉燁 |